# 通貨スワップ
通貨スワップ（つうかスワップ、英: Cross Currency Swap）とは、異なる通貨の金利および元本を交換するスワップ取引のこと。デリバティブ取引の一種。
複数の中央銀行間で結ばれる通貨スワップ協定（特定の場合に協定参加国の通貨を融通しあう協定）とは異なる概念。名前が似ているが、為替スワップとも異なる。

## 概要
海外通貨を調達する際に行われる。外貨を必要とするある企業が、資金をその外国の銀行から借り入れたり、外貨建債券を発行して調達したりする場合、自国内で借り入れるより金利が高くなるのが通例である。これは外国企業は国内企業より与信管理が困難で、貸付のリスクが高いためである。
例えば現在、1USドル = 100円であるとする。ある日本企業A社が1億ドルを必要としているが、米国でドルを借り入れると外国企業扱いされ、金利は5%である。同様に、100億円の日本円が必要なアメリカ企業のB社がある。日本で円を借り入れると外国企業扱いされ、金利が5%である。そこでA社とB社はC銀行の仲介で、以下の取引を行う。
1. 日本のA社は日本国内で、期間を定め、国内金利の2%で100億円を調達する。同様に米国のB社は、アメリカの安い国内金利で1億ドルを調達する。
2. A社は、C銀行のB社口座に100億円を入金し、B社は、C銀行のA社口座に1億ドルを入金する。これでA社とB社は、割安な国内金利でそれぞれ必要な外貨を調達できた。
3. 契約終了時点には、A社とB社はふたたび資金を交換し、借り入れた先に返済する。

契約終了時点の円/ドル交換レートはその時の相場によるため、契約期間中の為替の変動からリスクが発生するが、これはオプション取引などのデリバティブを組み合わせてヘッジする。難しいのはこの部分で、ヘッジの設計に高度な金融技術が必要なうえ、個別の状況に合わせるため契約の形態は取引ごとに異なる。そのため標準化が困難で先物取引やオプション取引のように常設の取引市場が存在しておらず、通貨スワップはデリバティブの組成技術を持った金融機関から店頭取引で提供されている。

## クーポン・スワップ
通貨スワップは金利と元本の両方を交換するが、元本を交換せずに金利だけ交換するのをクーポン・スワップ（英: coupon swap）という。